# San Michele di Ganzaria
San Michele di Ganzaria é uma comuna italiana da região da Sicília, província de Catania, com cerca de 4.743 habitantes. Estende-se por uma área de 25 km², tendo uma densidade populacional de 190 hab/km². Faz fronteira com Caltagirone, Mazzarino (CL), Piazza Armerina (EN), San Cono.

## Demografia
| Variação demográfica do município entre 1861 e 2011                               |
|                                                                                   |
| Fonte: Istituto Nazionale di Statistica (ISTAT) - Elaboração gráfica da Wikipedia |